# Mihaela-Virginia Toader
Mihaela-Virginia Toader (ur. 1979) – rumuńska urzędniczka państwowa i prawniczka, od stycznia do lutego 2017 minister delegowany ds. europejskich.

## Życiorys
W 2002 ukończyła studia prawnicze na Universitatea „Nicolae Titulescu” w Bukareszcie, w 2005 uzyskała magisterium z zakresu polityki europejskiej w Școala Națională de Studii Politice și Administrative. Pracowała jako prawniczka w przedsiębiorstwie przemysłowym (2002–2003), następnie w dyrekcji generalnej rządu jako doradca (2003–2008) oraz dyrektor sekcji polityki publicznej (2008–2013). Od 2013 kierowała departamentem analiz, planowania i ewaluacji w ministerstwie funduszy unijnych.
W styczniu 2017 została ministrem delegowanym ds. funduszy europejskich w rządzie Sorina Grindeanu (z rekomendacji Partii Socjaldemokratycznej). Zakończyła pełnienie funkcji w lutym tegoż roku, gdy zastąpiła ją Rovana Plumb. Przez kilka miesięcy kierowała jedną z dyrekcji generalnych w ministerstwie rozwoju regionalnego. Następnie pełniła funkcję sekretarza stanu w resorcie (2017–2018) oraz w ministerstwie funduszy europejskich (2018–2019), w którym następnie do 2020 stała na czele dyrekcji generalnej ds. programowania i koordynacji. W 2020 została dyrektorką działu strategii i relacji międzynarodowych w państwowej spółce Romgaz, a w 2021 objęła stanowisko kierownika administracji rady okręgu Ilfov.